# Leucón II
Leucón II (en griego antiguo: Λεύκων B', Leúkōn II) fue un rey del Bósforo que reinó desde el 240 al 210 a. C.

## Origen
Leucón II fue el segundo hijo del rey Perisades II. Sucedió a su hermano Espártoco IV, cuyo reinado parece que fue bastante breve.

## Reinado
Leucón II es conocido por una inscripción en la cual no lleva el título de rey, y que es sin duda anterior a su advenimiento al trono; por sus monedas, siendo el primer dinasta del Bósforo Cimerio en emitir piezas de bronce con su propio nombre.
En un de sus poemas, Ovidio menciona el rey Leucón II, quien, según una tradición, habría matado a su hermano y predecesor Espártoco IV, que lo engañaba con su propia esposa, Alcatoe, antes de ser asesinado por venganza por ella: «Que una mujer adúltera sea llamada virtuosa después de haberte dado muerte, como se llamó virtuosa la que cuya mano vengativa inmoló a Leucón ».
Por alguna razón desconocida, después de la desaparición de Leucón II, el gobierno del reino del Bósforo fue asumido por uno tal Higienon, que no era tal vez un espartócida y que gobernó con el mero título de arconte.